# Огай, Дмитрий Алексеевич
Дми́трий Алексе́евич Ога́й (род. 14 мая 1960, Джамбул) — советский и казахстанский футболист корейского происхождения, футбольный тренер. Выступал на позиции полузащитника. Мастер спорта СССР. Самый титулованный тренер казахстанского футбола.

## Карьера

### Клубная
Воспитанник джамбульского футбола, начинал в ДЮСШ Джамбула. Состоял в ВЛКСМ. В 18 лет был принят в состав местного «Химика» и в сезоне 1979 года провёл за клуб 31 матч на первенство Казахской ССР, забил один гол. Огая пригласили в «Кайрат» Алма-Ата, выступавший в высшей лиге, но выпустили лишь на одну игру. Он уехал в Ташкент и сыграл за три сезона 32 игры за «Пахтакор» в высшей лиге. Затем вернулся в Джамбул и почти три года провёл в «Химике», забив 13 голов в 67 матчах. Его снова позвали в «Кайрат» в 1986 году. Огай сыграл за клуб за три сезона 65 матчей и забил гол. В 1989 году снова в родном клубе. Следующие три сезона 1990—1992 он провёл в карагандинском «Шахтёре» и забил 7 мячей в 98 встречах. В 1993 году выступил в новой команде «Достык» Алма-Ата. В конце сезона Огай и ещё 4 футболиста поиграли полсезона в Германии за клуб «Пройссен Хамельн-07» из Оберлиги Норд (пятый уровень). Далее Огай сыграл по сезону в «Актюбинце», снова в «Кайрате» и актауском «Мунайши». Два последних в карьере сезона провёл в родном «Таразе», когда клуб под предводительством Ваита Талгаева стал чемпионом (1996) и вице-чемпионом (1997) Казахстана.

### Тренерская
Тренерской деятельностью Огай занялся с 1998 года, когда вошёл в штаб земляка Вахида Масудова в клубе «ЦСКА-Кайрат». В 1999 году петропавловский клуб «Аксесс-Есиль» вернулся в высшую лигу казахстанского футбола. Огай стал ассистентом главного тренера Владимира Стрижевского. И клуб, усиленный опытным чемпионом России Сергеем Тимофеевым и молодым, но перспективным кайратовцем Русланом Балтиевым, с ходу завоевал серебряные медали. В 2000 году Огай сам стал главным тренером команды, изменившей название на «Аксесс-Голден-Грейн», и только в дополнительном матче северяне уступили чемпионство астанинскому «Женису» 0:2, а в финале Кубка Казахстана — алматинскому «Кайрату». В сезоне 2001 года клуб, теперь названный уже «Есиль-Богатырь», взял бронзовые медали.
С павлодарским «Иртышом» Огай брал два золота подряд (2002—2003) и серебро (2004) в казахстанской Суперлиге, был финалистом Кубка Казахстана 2002. По итогам сезона—2002 Огай был признан лучшим тренером года и направлен на краткую стажировку в испанский клуб «Валенсия», а в 2003 году — в голландский «Аякс».
В мае 2005 года Огай принял слабо стартовавший костанайский «Тобол» и на финише лишь очко уступил чемпиону «Актобе». Был снова назван лучшим тренером года и направлен на стажировку в испанскую «Барселону». При нём «Тобол» за четыре года стал трёхкратным серебряным, а также бронзовым призёром, взял Кубок Казахстана 2007 года, стал победителем Кубка Интертото 2007, но в 2009 году занял только четвёртое место и не попал в Лигу Европы. Огай подал в отставку, хотя в следующем сезоне новый тренер россиянин Равиль Сабитов довёл кустанайскую дружину до золотых медалей.
К руководству сборной Казахстана не привлекался из-за конфликта с Федерацией футбола Казахстана в 2008 году (тогда президентом ФФК назначили вместо Рахата Алиева Адильбека Джаксыбекова).
Огай в ноябре 2009 года уехал на свою четвёртую стажировку, теперь в Казань к главному тренеру «Рубина» Курбану Бердыеву. Отдохнув полгода, он с августа по ноябрь 2010 года поднимал утопающий «Тараз» и помог землякам остаться в Премьер-лиге.
13 декабря 2010 года Огай принял предложение стать главным тренером середняка ФНЛ екатеринбургского «Урала». Поставленную задачу сразу выйти в Премьер-лигу России выполнить не удалось и в мае 2011 года Огай сам подал в отставку.
В декабре 2011 года возглавил «Кайрат». Привести клуб-аутсайдер сразу к медалям не вышло и уже в мае Огай ушёл.
В июне 2012 года по приглашению Курбана Бердыева возглавил фарм-клуб казанского «Рубина» — «Нефтехимик» из Нижнекамска. Вывел дебютанта ФНЛ на 7 место и по окончании сезона в июне 2013 года покинул клуб.
В декабре 2013 года Огай принял кзылординский «Кайсар», только вернувшийся в казахстанскую Премьер-лигу. В сезоне 2014 года клуб занял пятое место и только по дополнительным показателям уступил «Ордабасы» путевку в первый квалификационный раунд Лиги Европы. Но в 2015 году игра не задалась (10 место после 21 тура), и Огай в июле покинул клуб вместе с директором Русланом Балтиевым и начальником команды Евгением Веретновым, а клуб в ноябре занял последнее 12 место и вылетел в Первую лигу.
В январе 2016 года Дмитрий Огай через десять лет снова пришёл в костанайский «Тобол».
Однако уже в апреле после всего 7 туров тренер был освобождён от занимаемой должности. Клуб в этот момент занимал 5 место из 12, но неожиданно выбыл из розыгрыша Кубка Казахстана, проиграв по пенальти в 1/8 финала ФК «Кызыл-Жар СК» (Петропавловск) из Первой лиги. Вместе с Огаем ушли тренер Руслан Балтиев и ассистент главного тренера Сергей Кулинич. В итоге «Тобол» не попал в шестёрку, но занял прочное 7 место.
В декабре 2016 года Огай был назначен главным тренером клуба «Жетысу».

## Достижения

### Футболист
- Чемпион Казахстана 1996
- Вице-чемпион Казахстана 1997

### Тренер
- Дважды чемпион Казахстана 2002, 2003
- Пять раз вице-чемпион Казахстана: 2000, 2004, 2005, 2007, 2008
- Дважды бронзовый призёр чемпионата Казахстана: 2001, 2006
- Обладатель Кубка Казахстана: 2007
- Обладатель Кубка Интертото 2007
- Финалист Кубка Казахстана 2000
- Финалист Кубка Казахстана 2002

## Награды
- Мастер спорта СССР: 1982
- Тренер года в Казахстане: 2002, 2003, 2005
- Рекордсмен среди тренеров Казахстана по количеству завоёванных медалей — 9 подряд с 2000 по 2008. Его догнал в 2012 году тренер «Актобе» Владимир Муханов — тоже 9 наград, но у Огая есть ещё две медали, как футболиста.

## Семейное положение
Женат, две дочери.